# Gustav Gutheil
Amandus Gustav Gutheil (28. Januar 1868 in Blankenhain – 10. April 1914 in Weimar) war ein deutscher Kapellmeister, Dirigent, Komponist und Musikpädagoge.

## Leben
Gutheil erhielt seine erste Ausbildung in Weimar und nahm dann wiederholt an Orchesterkonzerten von Franz Liszt und Hans von Bülow teil. Später wurde er in die Kapelle des Weimarer Hoftheaters aufgenommen und von Richard Strauss gefördert. Von 1895 bis 1897 wirkte er als Kapellmeister in Straßburg und von 1897 bis 1900 als Kapellmeister am Weimarer Hoftheater. Anlässlich des Engagements seiner Frau Marie Gutheil-Schoder nach Wien übersiedelte er ebenfalls dahin, wo er seitdem als Komponist tätig war und Gesangsunterricht erteilte.
Als Dirigent bewies er Gemessenheit und Disziplin und leitete die Vorstellungen mit Sorgfalt und Wärme. Er war überhaupt ein tüchtiger Musiker, der den Apparat der Oper mit viel Geschick zu handhaben verstand und lebhafte musikalische Fassungsgabe, Umsicht und Energie besaß.

## Einzelbelege
1. ↑  Familienbögen Mannheim.
2. ↑  Sterberegister Weimar, 197/1914.

Dieser Artikel basiert auf einem gemeinfreien Text aus Ludwig Eisenbergs Großem biographischen Lexikon der deutschen Bühne im 19. Jahrhundert, Ausgabe von 1903.
| Personendaten    | Personendaten                                                  |
| ---------------- | -------------------------------------------------------------- |
| NAME             | Gutheil, Gustav                                                |
| ALTERNATIVNAMEN  | Gutheil, Amandus Gustav (vollständiger Name)                   |
| KURZBESCHREIBUNG | deutscher Kapellmeister, Dirigent, Komponist und Musikpädagoge |
| GEBURTSDATUM     | 28. Januar 1868                                                |
| GEBURTSORT       | Blankenhain                                                    |
| STERBEDATUM      | 10. April 1914                                                 |
| STERBEORT        | Weimar                                                         |